# Johannes Gorantla (Bischof, 1952)
Johannes Gorantla (* 10. April 1952 in Managalapalli; † 20. Januar 2007 in Karnulu) war Bischof von Kurnool (Karnulu) im indischen Bundesstaat Andhra Pradesh.

## Leben
Johannes Gorantla empfing am 19. März 1977 die Priesterweihe. 1993 wurde er von Johannes Paul II. zum Bischof des Bistums Kurnool ernannt.
Er war Vorsitzender der Bischofskommission für Dalits und soziale Randgruppen und gehörte der unterhalb des indischen Kastenwesens stehenden Gruppe der Dalits (s.g. Unberührbare) an.
Mit 54 Jahren erlitt er vor einer Messfeier in der Kathedrale von Karnulu einen Herzinfarkt und verstarb.